# Tiger Point
Tiger Point ist  ein census-designated place (CDP) im Santa Rosa County im US-Bundesstaat Florida. Das U.S. Census Bureau hat bei der Volkszählung 2020 eine Einwohnerzahl von 3.342 ermittelt. 

## Geographie
Tiger Point liegt auf der Halbinsel Fairpoint zwischen der Pensacola Bay und dem Santa Rosa Sound (einem Teil des Gulf Intracoastal Waterway) an der Golfküste des Florida Panhandles. Der CDP liegt rund 30 km südlich von Milton sowie etwa 20 km südöstlich von Pensacola. Der CDP wird vom U.S. Highway 98 (SR 30) sowie von der Florida State Road 281 durchquert.

## Demographische Daten
Laut der Volkszählung 2010 verteilten sich die damaligen 3090 Einwohner auf 1332 Haushalte. 94,6 % der Bevölkerung bezeichneten sich als Weiße, 0,8 % als Afroamerikaner, 0,2 % als Indianer und 1,9 % als Asian Americans. 0,7 % gaben die Angehörigkeit zu einer anderen Ethnie und 1,7 % zu mehreren Ethnien an. 3,4 % der Bevölkerung bestand aus Hispanics oder Latinos.
Im Jahr 2010 lebten in 31,0 % aller Haushalte Kinder unter 18 Jahren sowie 34,7 % aller Haushalte Personen mit mindestens 65 Jahren. 74,4 % der Haushalte waren Familienhaushalte (bestehend aus verheirateten Paaren mit oder ohne Nachkommen bzw. einem Elternteil mit Nachkomme). Die durchschnittliche Größe eines Haushalts lag bei 2,43 Personen und die durchschnittliche Familiengröße bei 2,82 Personen.
24,5 % der Bevölkerung waren jünger als 20 Jahre, 17,5 % waren 20 bis 39 Jahre alt, 29,4 % waren 40 bis 59 Jahre alt und 28,5 % waren mindestens 60 Jahre alt. Das mittlere Alter betrug 46 Jahre. 47,6 % der Bevölkerung waren männlich und 52,4 % weiblich.
Das durchschnittliche Jahreseinkommen lag bei 75.913 $, dabei lebten 8,7 % der Bevölkerung unter der Armutsgrenze.